# Люк (Люкское сельское поселение)
Люк — село в Балезинском районе Удмуртии. Административный центр Люкского сельского поселения.

## География
Село расположено на северо-востоке республики на расстоянии примерно в 22 километрах по прямой к северо-востоку от районного центра Балезина.
Часовой пояс
Село Люк как и вся Удмуртия, находится в часовой зоне МСК+1. Смещение применяемого времени относительно UTC составляет +4:00.

## Население
| 2010 | 2012 | 2014 |
| ---- | ---- | ---- |
| 480  | ↘464 | ↘78  |

Национальный состав
Согласно результатам переписи 2002 года, в национальной структуре населения удмурты составляли 88 % из 544 чел..